# Globuloviridae
Globuloviridae es una familia de virus de ADN bicatenario que infectan arqueas hipertermófilas. 
Los viriones son esféricos con un diámetro de 70–100 nm y llevan una envoltura vírica que contiene lípidos y un núcleo helicoidal con nucleoproteínas.
Los genomas son de ADN lineales de doble cadena de aproximadamente 21–28 kbp y tienen 48 y 38 marcos de lectura abiertos (ORF), respectivamente, de los cuales solo 15 se comparten entre los dos virus pertenecientes. Los globulovirus no codifican proteínas de replicación del genoma identificables y es probable que recluten la maquinaria del huésped para la replicación del genoma. La replicación se produce por infección crónica sin ciclo lítico.

## Taxonomía
La familia contiene los siguientes géneros y especies:
- Alphaglobulovirus
  - Alphaglobulovirus PSV
  - Alphaglobulovirus PSV1
  - Alphaglobulovirus TSPV1
  - Alphaglobulovirus TTSV1